# Klein Glien
Klein Glien ist ein Gemeindeteil im Ortsteil Hagelberg der Stadt Bad Belzig im Landkreis Potsdam-Mittelmark in Brandenburg.

## Geografie
Das Straßendorf liegt rund fünf Kilometer westlich der Kernstadt und dort unmittelbar an der Bundesstraße 246, die von Bad Belzig aus in westlicher Richtung durch den Ort führt. Nördlich liegt Hagelberg; nordwestlich der bewohnte Gemeindeteil Schmerwitz der Gemeinde Wiesenburg/Mark. Süd-südöstlich befindet sich mit Borne ein weiterer Ortsteil von Bad Belzig. Die Wohnbebauung konzentriert sich um die Bundesstraße; die übrigen Flächen werden land- und forstwirtschaftlich genutzt. Neben dem nördlich gelegenen Hagelberg existieren mit dem südlich gelegenen, 174,1 m ü. NHN Meter hohen Weinberg und dem östlich gelegenen, 172,1 m ü. NHN Meter hohen Petersberg zwei weitere Erhebungen. Südlich liegt die wüste Feldmark Brunsdorf.

## Geschichte

### 13. bis 16. Jahrhundert
Das Dorf erschien erstmals im Jahr 1388 als Czum lutkin Glyn, war 1 1⁄2 Hufen groß und befand sich vor 1419 bis 1534 im Besitz des Schulte aus Belzig. Kurz darauf wurde es in den Jahren 1426 bis 1427 – während der Hussitenkriege – als wüst bezeichnet (Glyn parva deszerta). Die Familie Schulte verkaufte es 1534 an die von Kralugk, die es aber nur zwei Jahre hielten und an die Familie Groß verkauften. Diese wiederum hielten es bis um 1546 und ließen 1542 ein Vorwerk errichten. Um 1546 war die Familie von Falkenröder im Besitz des Ortes, die ihn bis 1578 hielten. In dieser Zeit lebten im Jahr 1551 sechs Gärtner (Kossäten) im Dorf; 1575 waren es neun Kossäten. Klein Glien war im genannten Jahr Pfarrkirche von Lübnitz. Drei Jahre später erwarben die von Thümen den Ort und hielten ihn bis 1595. Er erschien im Jahr 1592 in der Schreibweise Lüttichen Glien, Kleine Glien. Aus dieser Zeit gibt es eine detaillierte Statistik, demzufolge es einen Schulzen gab, der 2 Morgen (Mg) 5 Stück Acker, 3 kurze Endichen und 3 Stücke bewirtschaftete. Es gab weiterhin neun Bauern mit Haus und Hof, die jeder 2 Mg Heideland sowie teilweise Flächen in Brunsdorf nutzten. Außerdem lebten im Dorf ein Häusler und ein Hirte. Drei Jahre später ging das Dorf an die Brandt von Lindau aus Wiesenburg.

### 17. Jahrhundert

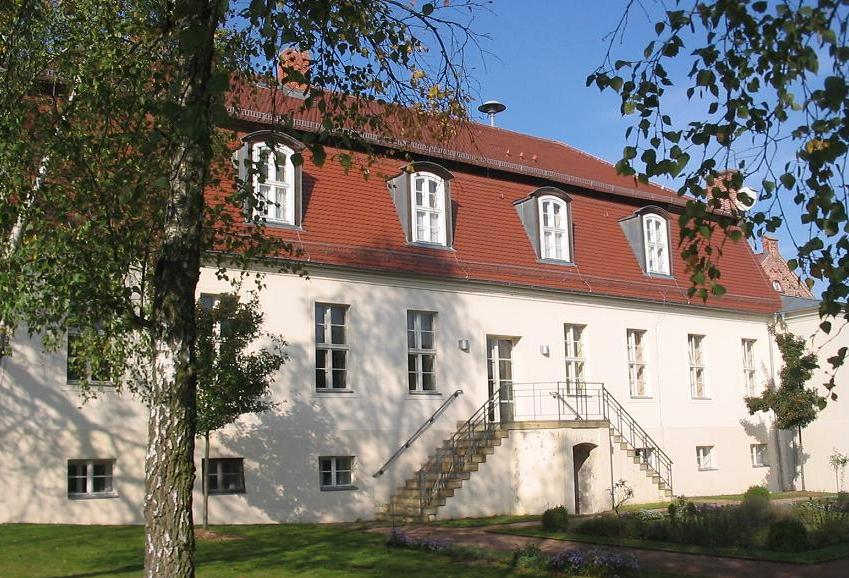
Gutshof Klein Glien

Im Jahr 1627 lebten im Dorf sechs Hufner (Häusler?) und zehn Kossäten. Im Vorwerk konnten 458 Scheffel Roggen, 174 Scheffel Gerste und 212 Scheffel Hafer geerntet werden. Im Dreißigjährigen Krieg brannte das Dorf im Jahr 1640 bis auf vier Häuser ab. Eine Statistik aus dem Jahr 1661 weist wüste Weinberge sowie eine 10 2⁄3 Mg große Wiese auf, letztere gehörte wohl der Herrschaft. Um 1660/1670 entstand ein Rittersitz. Eine Statistik aus dem Jahr 1682 weist für Klein Glien fünf angesessene Einwohner und einen Häusler aus. Es gab drei wüste Stellen; die Einwohner konnten nur einige Flächen des Rittergutes nutzen, mussten hierfür jedoch Dienste leisten. Das Rittergut bewirtschaftete in dieser Zeit 11 2⁄3 Mg Wiese sowie einen wüsten Weinberg. Im Jahr 1669 lebten im Dorf zehn Einwohner.

### 18. Jahrhundert
Im Jahr 1701 besaßen drei Einwohner ein Haus und Hof, darunter auch der Schulze. Daneben gab es sieben weitere Einwohner und die mittlerweile 23 2⁄3 Mg große Wiese des Gutes. Eine Statistik aus dem Folgejahr weist zehn Kossäten und acht Häusler aus. Im Vorwerk gab es sechs Pferde, sechs Ochsen, acht Stiere, 22 Kühe, 18 Färse, 20 Kälber, 15 Ziegen, 72 alte und junge Schweine sowie 250 Schafe. Auf den Flächen wurden 8 Wispel Roggen, 4 Wispel Gerste und 3 Wispel Hafer ausgebracht. Im Jahr 1755 übernahmen die von Watzdorf aus Mahlsdorf das Dorf, hielten es aber nur zehn Jahre. In dieser Zeit erschienen zehn Kossäten und ein Häusler, die 12 Dresdner Scheffel Aussaat auf einer Hufe ausbrachten (1764). Das Dorf kam in den Besitz der von Trotta genannt Treyden aus Glien, die es bis 1806 hielten.

### 19. Jahrhundert
Die zehn Kossäten bewirtschafteten im Jahr 1806 drei Magazinhufen; es gab zwei Häusler (einen Schmied und einen Tagelöhner). Die neuen Herrscher wurden die von Tschirschky und Bögendorff, durch Heirat. Denn 1792 ehelichte in Herrnhut Friedrike Theodore Elisabeth Trotta genannt Treyden (1772–1806) u. a. Herrin auf Klein Glien, Jeserigerhütten sowie weiterer Begüterungen im Kurland, den Gutsbesitzer Ludwig von Tschirschky und Bögendorff (1769–1829), auf Wauscha und Nieda; Landesbestallter der sächsischen Oberlausitz. Sie übernahmen als Grundherren alle Rechte und 1 1⁄2 Hufe, namentlich Levin von Tschirschky im Jahr 1818, der um das Gut eine englische Parkanlage errichten ließ. Klein Glien bestand im Jahr 1837 aus dem Rittergut und Dorf mit insgesamt 16 Wohnhäusern. Im Jahr 1858 war das Dorf 400 Mg groß: 33 Mg Gartenland, 365 Mg Acker und 2 Mg Torf. Dort standen ein öffentliches, elf Wohn- und 22 Wirtschaftsgebäude. Das Rittergut war 851 Mg groß: 3 Mg Gehöfte, 15 Mg Gartenland, 572 Mg Acker, 56 Mg Wiese, 51 Mg Weide und 154 Mg Wald. Dort gab es zwei öffentliche, sechs Wohn- und 18 Wirtschaftsgebäude. Mehrfach stellten die Klein Gliener Gutsherren im 19. Jahrhundert den Landrat des Kreises Zauch-Belzig. 1828 Heinrich Friedrich Levin von Tschirschky und Bögendorff, 1852 Heinrich Otto Levin von Tschirschky und Bögendorff (1822–1881). Als nächster Landrat aus Klein-Glien folgte 1898 Bernhard von Tschirschky und Bögendorff (1862–1930). Als Militär bekanntgeworden ist der spätere Generalmajor Hans Wolfgang Levin von Tschirschky und Bögendorff (1864–1935), zeitweise Kommandeur des 3. Garde-Ulanen-Regiments.

### 20. Jahrhundert

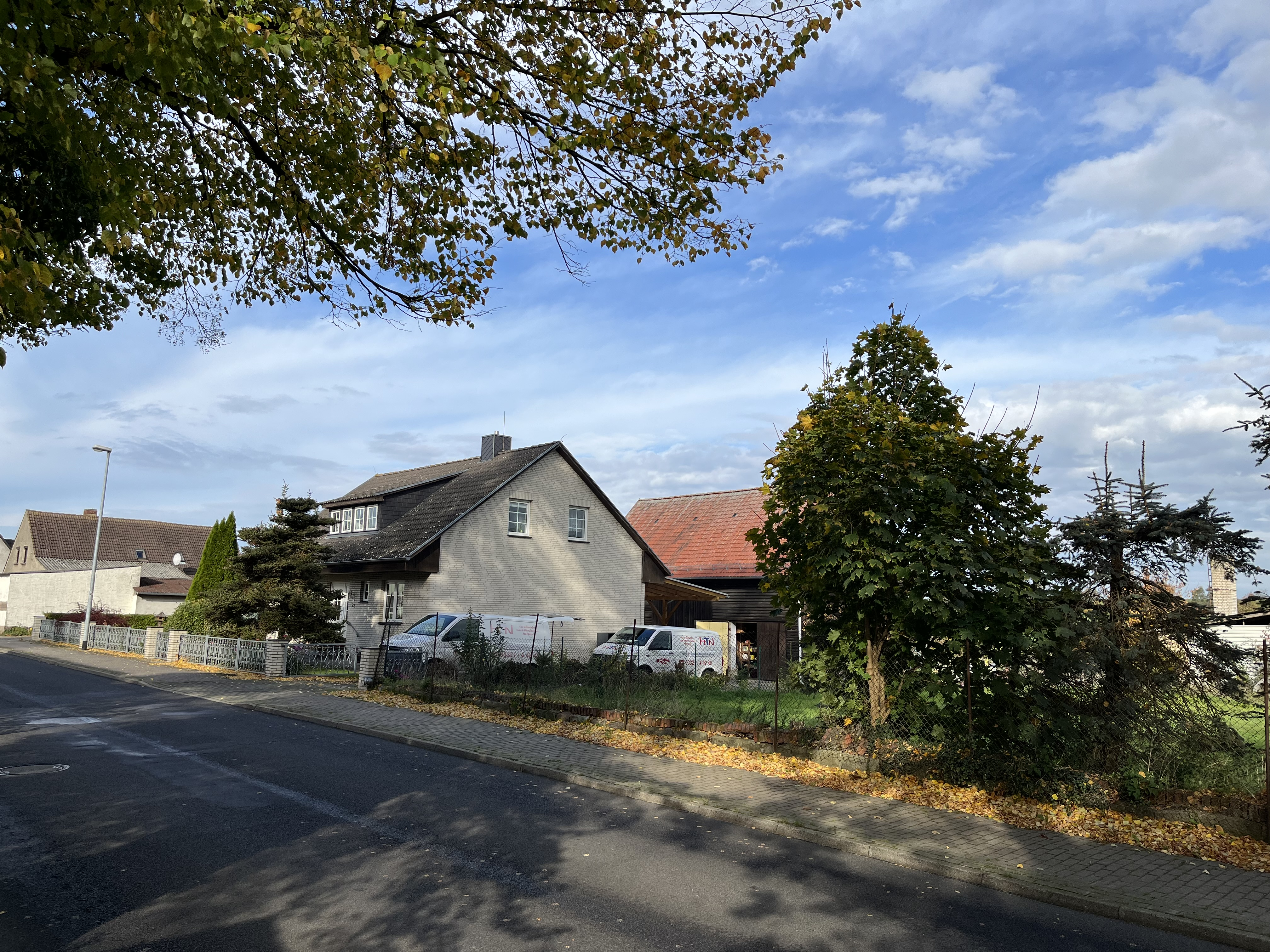
Bad Belzig-Klein Glien Ortsansicht

Im Jahr 1900 war das Dorf 108 Hektar (ha) groß, das Rittergut 232 ha. In beiden standen je acht Häuser. Zum Rittergut gehörte der Gutsbezirk mit Welsigke, das 1928 mit seinem Südteil nach Grubo umgemeindet wurde. Vom Gutsbezirk würden die südlich der Fuchsallee gelegenen Flächen mit der Gemeinde Grubo vereinigt. An den privatrechtlichen Besitz zwischen Gemeindeflächen, Gut, Kirchenland und anderen kleineren privaten Eigentum änderte sich dadurch nichts. Die nördlich der Fuchsallee einschließlich der Allee außer den reichsbahneigenen Flächen sowie die der Gemeinde Borne gehörenden Grundstücke am Bahnhof Borne wurden nach Borne eingemeindet. Klein Glien wurde zur Landgemeinde mit 26 Wohnhäuser mit 29 Haushaltungen. Im Jahr 1939 gab es im Dorf einen land- und forstwirtschaftlichen Betrieb, der größer als 100 Hektar war. Fünf weitere Betriebe waren zwischen 20 und 100 Hektar groß sowie ein Betrieb zwischen 0,5 und 5 Hektar. Bis Anfang der 1940er Jahre war der Jurist und Oberleutnant d. R. Fritz von Tschirschky und Bögendorff (1903–1941), verheiratet seit 1931 mit der Arzttochter Renate Baltzer aus Stettin, freier Eigentümer des Gutsbesitzes. Dieser führte schon vor 1928 den Namen Landrat Bernhard von Tschirschky’sche Waldgutstiftung. Der güterliche Gesamtumfang betrug 1856 ha, davon waren 1609 ha Forsten.
Nach dem Zweiten Weltkrieg wurde die Familie von Tschirschky mit einem Besitz von 2082 ha im Rahmen der Bodenreform enteignet: 143,09 ha Acker, 5,11 ha Wiese, 1895,7 ha Wald und 38,1 ha Ödland. Davon wurden 222,95 ha aufgeteilt: 179,25 ha an vier Bauern, 37,45 ha an die Gemeinde Klein Glien, 56,8 ha an die Gemeinde Bergholz, 37 ha an die Gemeinde Borne, 46 ha an die Gemeinde Preußnitz, 34 ha an die Gemeinde Lüsse, 45,5 ha an die Gemeinde Kranepuhl und 178,65 ha an die Provinzialverwaltung. Aus den verbliebenen Flächen bildete sich ein VEG, das mit weiteren, unbekannten Zulagen aus der Gemeinde Grubo, Lehnsdorf, Mützdorf und Raben ausgestattet wurde. Im Jahr 1950 erfolgte die Eingemeindung der Landgemeinde nach Hagelberg. Dort war Klein Glien 1957 ein Wohnplatz, ab 1964 ein Ortsteil von Hagelberg.
Der Gutshof Klein Glien mitsamt Nebengebäuden und Park wird heute vom Coconat genutzt, einem Ort für Coworking mit Übernachtungsmöglichkeiten. Für die Nutzung des Gutshofs als Workation Retreat gewann das Coconat 2019 den Deutschen Tourismuspreis und 2023 eine Anerkennung der Wüstenrot Stiftung.

### Einwohnerentwicklung
| Jahr      | 1817 | 1837 | 1858 | 1871 | 1885 | 1895 | 1905 | 1925 | 1939 | 1946 |
| --------- | ---- | ---- | ---- | ---- | ---- | ---- | ---- | ---- | ---- | ---- |
| Einwohner | 138  | 123  |      |      |      |      |      | 119  | 73   | 130  |
| Dorf      |      |      | 70   | 103  | 31   | 29   | 30   |      |      |      |
| Gut       |      |      | 66   | 30   | 62   | 52   | 87   |      |      |      |

## Kultur und Sehenswürdigkeiten
- Die Dorfkirche Klein Glien ist ein rechteckiger Putzbau aus dem Jahr 1665, die 1790 erneuert wurde. Im Innenraum steht unter anderem eine hölzerne Kanzel aus der zweiten Hälfte des 17. Jahrhunderts sowie eine Orgel, die Johann Friedrich Wilhelm Grüneberg im Jahr 1791 schuf.

## Persönlichkeiten
- Hans von Tschirschky und Bögendorff (1864–1935), preußischer Generalmajor